# Бертоли, Пьеранджело
Пьеранджело Бертоли (Pierangelo Bertoli, Сассуоло, 5 ноября 1942 — Модена, 7 октября 2002) — итальянский певец-исполнитель авторской песни и общественный деятель.
Певец, которого называли «повествователем», искренним голосом своей земли, сам себя называвший «ремесленником песни», был ярким представителем итальянской авторской песни, начиная с семидесятых годов XX века до начала 2000-х, с репертуаром, простиравшимся от народной песни до рок-музыки, с прямыми и часто затрагивающими социально-политические вопросы текстами.
Имел также небольшой опыт политической деятельности в Партии коммунистического возрождения.

## Дискография
- Rosso colore dell'amore (1974)
- Roca Blues (1975)
- Eppure soffia (1976)
- Il centro del fiume (1977)
- S'at ven in meint (1978)
- A muso duro (1979)
- Certi momenti (1980)
- Album (1981)
- Frammenti (1983)
- Dalla finestra (1984)
- Petra (1985)
- Canzone d'autore (1987)
- Tra me e me (1988)
- Sedia elettrica (1989)
- Oracoli (1990)
- Italia d'oro (1992)
- Gli anni miei (1993)
- Una voce tra due fuochi (1995)
- Angoli di vita (1997)
- 301 guerre fa (2002)
- «Promissas» (2002, single)